# Carlos Marchena
Carlos Marchena López (Las Cabezas, 31 de julho de 1979) é um ex-futebolista espanhol, que atuava como defensor.

## Carreira
Carlos Marchena representou a Seleção Espanhola de Futebol, nas Olimpíadas de 2000, medalha de prata.

## Títulos
Valencia
- Copa do Rei: 2007-08
- Copa da UEFA: 2003-04
- Supercopa Europeia: 2004
- Campeonato Espanhol: 2001-02, 2003-04

Seleção Espanhola
- Copa do Mundo FIFA: 2010
- Eurocopa: 2008
- Copa do Mundo Sub-20: 1999